# Кёхли, Герман
Герман Август Теодор Кёхли (нем. Hermann August Theodor Köchly; 5 августа 1815, Лейпциг — 3 декабря 1876, Триест, Австрия) — немецкий филолог.

## Биография
В 1849 году Кёхли был вынужден оставить родину по политическим причинам и стал профессором классической литературы в Цюрихе и Гейдельберге. Вернувшись в Саксонию, Кёхли был избран в 1871 году депутатом и примкнул к прогрессистской партии. Кёхли редактировал несколько научных изданий классических авторов (Гесиода, Нонна и др.), написал несколько диссертаций: «De Iliadis carminibus», «De Odysseae carminibus» и т. д., издал сборник: «Griechische Kriegsschriftsteller», с немецким переводом (1853—1855), «Einleitung in Cäsars Kommentarien über den Gallischen Krieg» (1857), биографию своего учителя Готфрида Германа  и др.